# Cephonodes woodfordii
Cephonodes woodfordii là một loài bướm đêm thuộc họ Sphingidae. Nó được tìm thấy ở Papua New Guinea, quần đảo Louisiade và quần đảo Solomon.
Nó rất giống với Cephonodes hylas hylas nhưng to hơn.

## Phụ loài
- Cephonodes woodfordii woodfordii
- Cephonodes woodfordii luisae Rothschild & Jordan, 1903 (Papua New Guinea)